# Dhu-l-Khàlassa
En la mitologia àrab, Dhu-l-Khàlassa (àrab: ذو الخلصة, Ḏū l-Ḫalaṣa) fou un ídol que els àrabs preislàmics consultaven abans d'iniciar grans empreses o projectes.
Dhu-l-Khàlassa contestava les preguntes que se li formulaven tot exhibint una de les tres fletxes anomenades Ordre, Prohibició i Espera. La primera indicava que el consultant podia efectuar l'empresa que pretenia; la segona, que havia de desistir dels seus propòsits, i la tercera que els seus desitjos es consideraven prematurs.
Com que els creients sovint pagaven tard i malament les ofrenes que feien a Dhu-l-Khàlassa, els sacerdots de l'ídol, que no disposaven d'altres ingressos, vivien molt pobrament. Igualment, si la resposta que donaven no satisfeia el demandant, a vegades eren víctimes de maltractaments o fins i tot els podia costar la vida.